# Calliurichthys izuensis
Calliurichthys izuensis es una especie de peces de la familia Callionymidae en el orden de los Perciformes.

## Morfología
• Los machos pueden llegar alcanzar los 9 cm de longitud total y las hembras 8,3.

## Hábitat
Es un pez de mar y de clima tropical y demersal que vive entre 16-18 m de profundidad.

## Distribución geográfica
Se encuentra en el Japón.

## Observaciones
Es inofensivo para los humanos